# 张鹏图
张鹏图（1913年—1985年），男，陕西佳县人，中华人民共和国政治人物，曾任甘肃省人民委员会副省长，内蒙古自治区革命委员会副主任，内蒙古自治区人民政府副主席。